# Türkiye Kupası 2003-2004
La Türkiye Kupası 2003-2004 è la 42 edizione della coppa di Turchia.
Il torneo è iniziato il 12 novembre 2003 ed è terminato il 5 maggio 2004.
Il trofeo è stato vinto dal Trabzonspor che in finale ha battuto il Gençlerbirliği Spor Kulübü.

## Primo turno
| Squadra 1              | Risultato | Squadra 2                                   |
| ---------------------- | --------- | ------------------------------------------- |
| Samsunspor             | 2–0       | Mersin İdman Yurdu Spor Kulübü              |
| Gençlerbirliği         | 2–0       | Altay SK                                    |
| Trabzonspor            | 3–1       | Kayserispor                                 |
| K. Erciyesspor         | 0–1       | Bursaspor                                   |
| Şekerspor              | 0–3       | Diyarbakırspor                              |
| Beşiktaş J.K.          | 2–1       | Kocaelispor                                 |
| Sakaryaspor            | 2–3       | Denizlispor                                 |
| Adana Demirspor Kulübü | 0–1       | MKE Ankaragücü                              |
| Fenerbahçe SK          | 3–0       | Gaziantep Büyükşehir Belediyesi Spor Kulübü |
| Galatasaray SK         | 4–1       | Türk Telekomspor                            |
| Vestel Manisaspor      | 3–2(ts)   | Karşıyaka Spor Kulübü                       |
| Elazığspor             | 2–3       | Çaykur Rizespor                             |
| Akçaabat Sebatspor     | 0–3       | Gaziantepspor                               |
| Antalyaspor            | 0–2       | İstanbulspor A.Ş.                           |
| Konyaspor              | 3–2       | Adanaspor                                   |
| Malatyaspor            | 3–1       | İstanbul Büyükşehir Belediyesi Spor Kulübü  |

## Secondo turno
| Squadra 1         | Risultato | Squadra 2       |
| ----------------- | --------- | --------------- |
| Gaziantepspor     | 4–1       | Beşiktaş J.K.   |
| Gençlerbirliği    | 1–0       | Malatyaspor     |
| Diyarbakırspor    | 0–1       | Trabzonspor     |
| Galatasaray SK    | 0–5       | Çaykur Rizespor |
| Bursaspor         | 0–1       | Konyaspor       |
| İstanbulspor A.Ş. | 1–0       | MKE Ankaragücü  |
| Vestel Manisaspor | 0–1(ts)   | Denizlispor     |
| Samsunspor        | 0–1(ts)   | Fenerbahçe SK   |

## Quarti di finale
| Squadra 1       | Risultato | Squadra 2         |
| --------------- | --------- | ----------------- |
| Gençlerbirliği  | 2–0       | Denizlispor       |
| Trabzonspor     | 2–1(ts)   | Konyaspor         |
| Çaykur Rizespor | 2–4(ts)   | Fenerbahçe SK     |
| Gaziantepspor   | 0–0(rig)  | İstanbulspor A.Ş. |

## Semifinale
| Squadra 1         | Risultato | Squadra 2      |
| ----------------- | --------- | -------------- |
| İstanbulspor A.Ş. | 0–2       | Trabzonspor    |
| Fenerbahçe SK     | 2–4       | Gençlerbirliği |

## Finale
| [[İstanbul Hakem: Kuddusi Müftüoğlu]] 5 maggio 2004 20:00                                                           | Trabzonspor | 4 – 0 | Gençlerbirliği | Stadio Olimpico Atatürk |
| \| \| \| \| \| Mehmet Yılmaz 22’ Gökdeniz Karadeniz 70’, 77’ (rig.) Augustine Ahinful 88’ (rig.) \| Marcatori \| \| |             |       |                |                         |
| |             |       |                |                         |
| Mehmet Yılmaz 22’ Gökdeniz Karadeniz 70’, 77’ (rig.) Augustine Ahinful 88’ (rig.)                                   | Marcatori   |       |                |                         |